# Rainer Moormann

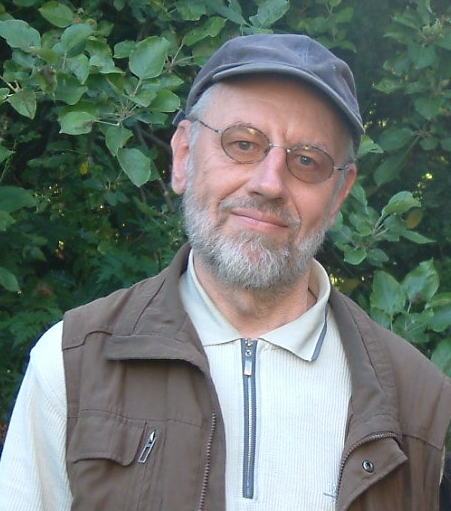
Rainer Moormann, 2011

Rainer Moormann (* 1950) ist ein deutscher Chemiker und Experte für Reaktorsicherheit.

## Leben
Moormann wuchs in Osnabrück auf. Nach dem Abitur studierte er in Braunschweig Chemie und promovierte dort mit ramanspektroskopischen und theoretischen Untersuchungen zu Wasserstoffbrückenbindungen in Flüssigkeiten. Von 1976 bis 2012 beschäftigte er sich am Forschungszentrum Jülich mit Sicherheitsproblemen von Kugelhaufenreaktoren (insbesondere am Beispiel des AVR (Jülich)), Fusionsreaktoren und Spallationsneutronenquellen.

## Whistleblower zum Kugelhaufenreaktor
Moormann veröffentlichte 2008 eine in Fachkreisen vielbeachtete, kritische Neubewertung der Sicherheit von Kugelhaufenreaktoren und sorgte gegen erhebliche Widerstände über die Medien und durch mehrere Vorträge für die Verbreitung seiner Kritik.
Moormann widerspricht der Charakterisierung von Kugelhaufenreaktoren als inhärent sicher und katastrophenfrei und hält die darauf begründete Werbestrategie zu Kugelhaufenreaktoren für wissenschaftlich unredlich. Weiterhin wendet er sich gegen einen Export dieser Technologie in Schwellenländer wie Südafrika und China. Seine Arbeiten werden als eine Ursache für das Scheitern des südafrikanischen Kugelhaufenreaktorprojektes PBMR im Jahre 2010 angesehen. Dafür und für die Inkaufnahme der damit verbundenen beruflichen Nachteile bekam er 2011 den Whistleblowerpreis der Vereinigung Deutscher Wissenschaftler (VDW) und der deutschen Sektion der atomwaffenkritischen Juristenvereinigung IALANA.
Die Befürworter der Kugelhaufenreaktoren im Forschungszentrum Jülich sahen Moormanns öffentliches Wirken kritisch; in ihren Reihen wurde er als „Demagoge, der den sichersten Reaktor der Welt in den Schmutz gezogen hat“ bezeichnet.
Aufgrund der Anfeindungen und Ausgrenzungen im Forschungszentrum Jülich ging Moormann in den vorgezogenen Ruhestand, seine aktive Berufsphase endete Anfang 2012.
Am 26. April 2014 veröffentlichte das Forschungszentrum Jülich den Abschlussbericht einer Studie, mit der das Zentrum nach dem Fukushimaunfall 2011 eine unabhängige AVR-Expertengruppe hatte beauftragen müssen. Der Bericht enthält eine weitgehende Korrektur der früheren offiziellen Position zum AVR als der eines sicheren Reaktors. Der Bericht bedeutete auch eine Bestätigung und damit Rehabilitierung Moormanns.
Im Mai 2014 kündigte das FZJ die Beendigung der Entwicklungsarbeiten zum Kugelhaufenreaktor an, was bis 2017 erfolgte.
Gemeinsam mit zwei US-Kollegen veröffentlichte Moormann im Jahr 2018 eine Warnung vor ungelösten Problemen beim seinerzeit im Bau befindlichen chinesischen Kugelhaufenreaktor HTR-PM. Der erste Reaktor dieses Typs erreichte 2021 Kritikalität.

## Kritisches Engagement zur Energiewende
Im Juli 2020 veröffentlichte Moormann zusammen mit der Atomkraftbefürworterin Anna Veronika Wendland ein Memorandum mit energiepolitischen Forderungen zur Rolle der Kerntechnik in der Energiewende, die aus wissenschaftlichen Erwägungen abgeleitet werden. Die Autoren argumentierten, dass im Sinne des Klimaschutzes und der Versorgungssicherheit ein befristeter, möglichst staatlicher Weiterbetrieb der noch laufenden sechs deutschen Kernkraftwerke notwendig sei, und empfahlen, den gesetzlichen Rahmen dafür sofort zu schaffen. Das sollte es gestatten, etwa 60 % der deutschen Braunkohleverstromung schnell zu beenden, was einer CO2-Emissionsreduktion um 10 % entsprechen würde. Weiterhin empfehlen die Autoren, im Jahr 2030 die Frage des Neubaus von Kernkraftwerken auf Basis von Leichtwasserreaktoren dann zu erörtern, wenn bis dahin die technischen Voraussetzungen für eine weitgehend auf erneuerbaren Energien basierende Energiewende nicht geschaffen worden sein sollten und so eine zu intensive Fossilnutzung über 2050 hinaus drohen würde. Das Memorandum wurde in Deutschland und darüber hinaus diskutiert.
Das Memorandum wurde teils kritisiert. So wird laut dem Grünen-Politiker Hans-Josef Fell das CO2-Einsparpotential massiv überschätzt, er gibt, wie auch der Journalist Wolfgang Pomrehn bei Telepolis vorrechnet, nur ein maximales anfängliches Einsparpotential von 4 % der jährlichen Emissionen an. Eine Publikation des IPPNW wirft den Autoren zudem vor, mit ihrer Behauptung, dass es nur eine Alternative zwischen fossiler und atomarer Stromerzeugung gäbe, die Studienlage sowie die Marktentwicklung zu ignorieren.

## Auszeichnung
- Whistleblowerpreis 2011